# Quentin Gilbert
Quentin Gilbert, né le 29 mai 1989 à Neufchâteau (Vosges), est un pilote de rallye français. Il est champion WRC-3 en 2015 et remporte la victoire au Rallye d'Alsace 2014, en WRC-2.

## Biographie
Quentin Gilbert est originaire de Châtenois (Vosges), commune où il a grandi. Son père est propriétaire de 2 garages (Renault et PSA) qui se situent également à Châtenois.
Quentin Gilbert obtient le titre d'« Espoir Échappement » 2011. Il fait ses débuts en WRC, lors du Rallye de France-Alsace 2012, au volant d'une Citroën DS3 R3T avec Rémi Tutelaire comme copilote. En 2013, il fait ses débuts en WRC-3, au volant d'une Citroën DS3 R3T. Il dispute également le Citroën Top Driver, une compétition organisée par le constructeur entre les Citroën DS3 R3T du WRC-3, dont le vainqueur remporte un programme en WRC-2 au volant d'une DS3 R5 de 4 roues motrices. Toutefois la saison de Gilbert et de son copilote Renaud Jamoul est émaillée par de multiples incidents techniques. Il finit tout de même troisième du championnat de WRC-3, avec une victoire au rallye de France.
En 2014, Quentin Gilbert signe en WRC-2 avec M-Sport. Au rallye du Mexique, alors aux avant-postes, il abandonne à cause d'un radiateur endommagé. Sa saison est émaillée par de multiples incidents, mais remporte la victoire en WRC-2 au Rallye d'Alsace 2014, après avoir bataillé tout au long du rallye avec le Portugais Bernardo Sousa (en),.
En 2015, malgré une victoire en WRC-2 l'année précédente, il décide de relancer sa carrière en repartant du Championnat du monde des rallyes junior (JWRC) avec pour seule ambition le titre. Gilbert commence la saison de manière idéale en remportant le rallye Monte-Carlo 2015 en WRC-3 / JWRC avec plusieurs minutes d'avance sur ses concurrents. Sacré champion du monde junior en fin d'année 2015, il remonte en WRC-2, où il participe à plusieurs courses, finissant notamment sur le podium au Monte-Carlo, et où il est le meilleur pilote Citroën ; il participe au Rallye de Grande-Bretagne 2016 sur une DS3 WRC.

## Résultats

### Résultats en WRC
| Saison | Entrée                            | Voiture         | 1      | 2   | 3       | 4      | 5   | 6   | 7      | 8      | 9      | 10  | 11      | 12  | 13     | Pos. | Points |
| ------ | --------------------------------- | --------------- | ------ | --- | ------- | ------ | --- | --- | ------ | ------ | ------ | --- | ------- | --- | ------ | ---- | ------ |
| 2012   | Collectif Équipe de France Rallye | Citroën DS3 R3T | MON    | SWE | MEX     | POR    | ARG | GRE | NZL    | FIN    | GER    | GBR | FRA Ab. | ITA | ESP    | NC   | 0      |
| 2013   | Quentin Gilbert                   | Citroën DS3 R3T | MON    | SWE | MEX     | POR 26 | ARG | GRE | ITA 19 | FIN 33 | GER 40 | AUS | FRA 13  | ESP | GBR 16 | NC   | 0      |
| 2014   | Quentin Gilbert                   | Citroën DS3 R3T | MON 39 | SWE | MEX Ab. | POR    | ARG | ITA | POL    | FIN    | GER    | AUS | FRA     | ESP | GBR    | NC*  | 0*     |

* Saison en cours

### Résultats en WRC-2

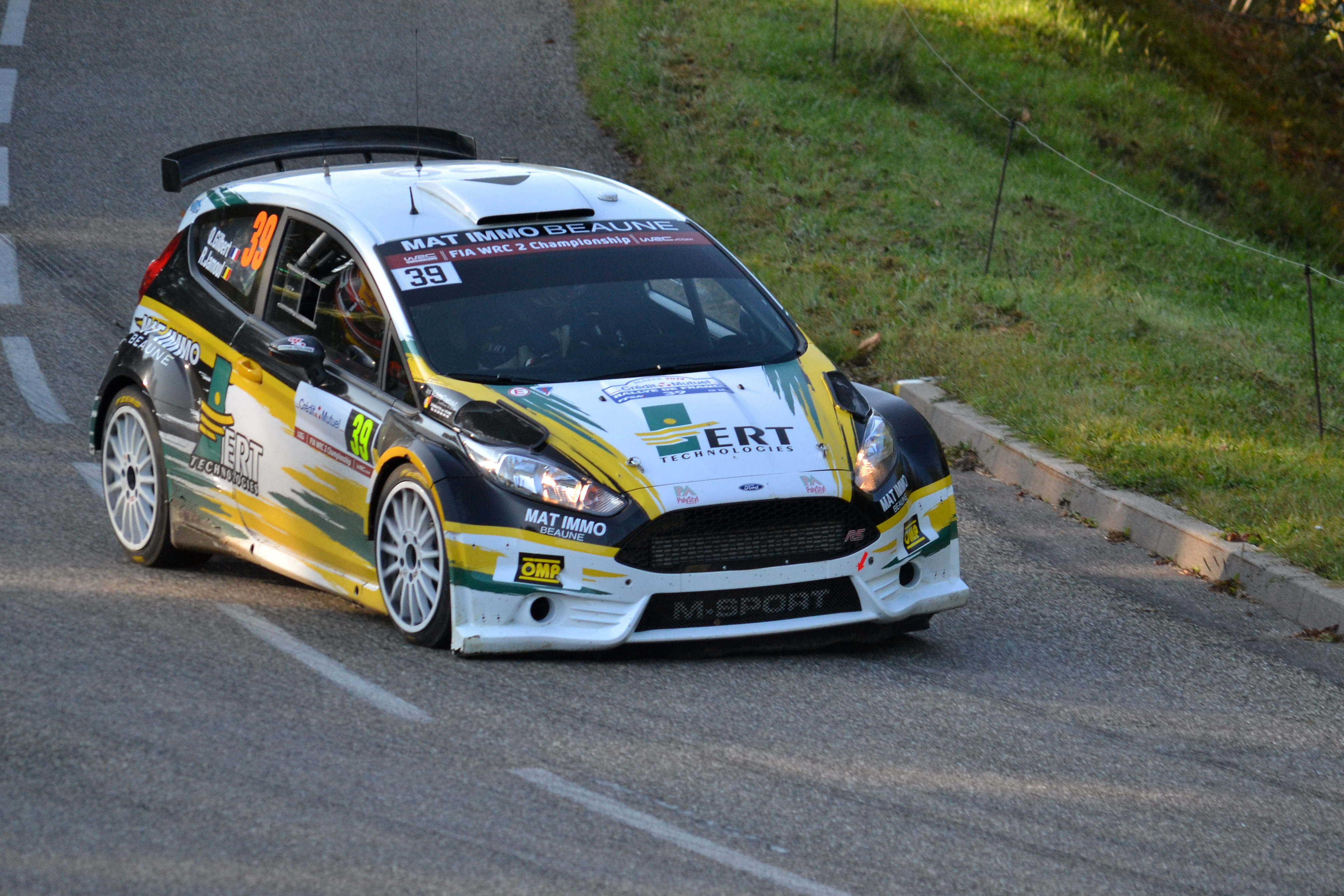
Quentin Gilbert, sur une spéciale du Rallye d'Alsace 2014, dans lequel il remporte la victoire en WRC-2

| Saison | Entrée          | Voiture        | 1   | 2   | 3       | 4   | 5       | 6     | 7   | 8   | 9   | 10  | 11    | 12  | 13  | Pos. | Points |
| ------ | --------------- | -------------- | --- | --- | ------- | --- | ------- | ----- | --- | --- | --- | --- | ----- | --- | --- | ---- | ------ |
| 2014   | Quentin Gilbert | Ford Fiesta R5 | MON | SWE | MEX Ab. | POR | ARG Ab. | ITA 6 | POL | FIN | GER | AUS | FRA 1 | ESP | GBR | 13e* | 38*    |

* Saison en cours

### Résultats en WRC-3
| Saison | Entrée          | Voiture         | 1     | 2   | 3   | 4     | 5   | 6   | 7     | 8     | 9     | 10  | 11    | 12  | 13  | Pos. | Points |
| ------ | --------------- | --------------- | ----- | --- | --- | ----- | --- | --- | ----- | ----- | ----- | --- | ----- | --- | --- | ---- | ------ |
| 2013   | Quentin Gilbert | Citroën DS3 R3T | MON   | SWE | MEX | POR 3 | ARG | GRE | ITA 3 | FIN 5 | GER 5 | AUS | FRA 1 | ESP | GBR | 3e   | 75     |
| 2014   | Quentin Gilbert | Citroën DS3 R3T | MON 1 | SWE | MEX | POR   | ARG | ITA | POL   | FIN   | GER   | AUS | FRA   | ESP | GBR | 8e*  | 25*    |

* Saison en cours